# Трупіал-чернець кубинський
Трупіа́л-черне́ць кубинський (Ptiloxena atroviolacea) — вид горобцеподібних птахів родини трупіалових (Icteridae). Ендемік Куби. Єдиний представник монотипового роду Кубинський трупіал-чернець (Ptiloxena).

## Опис

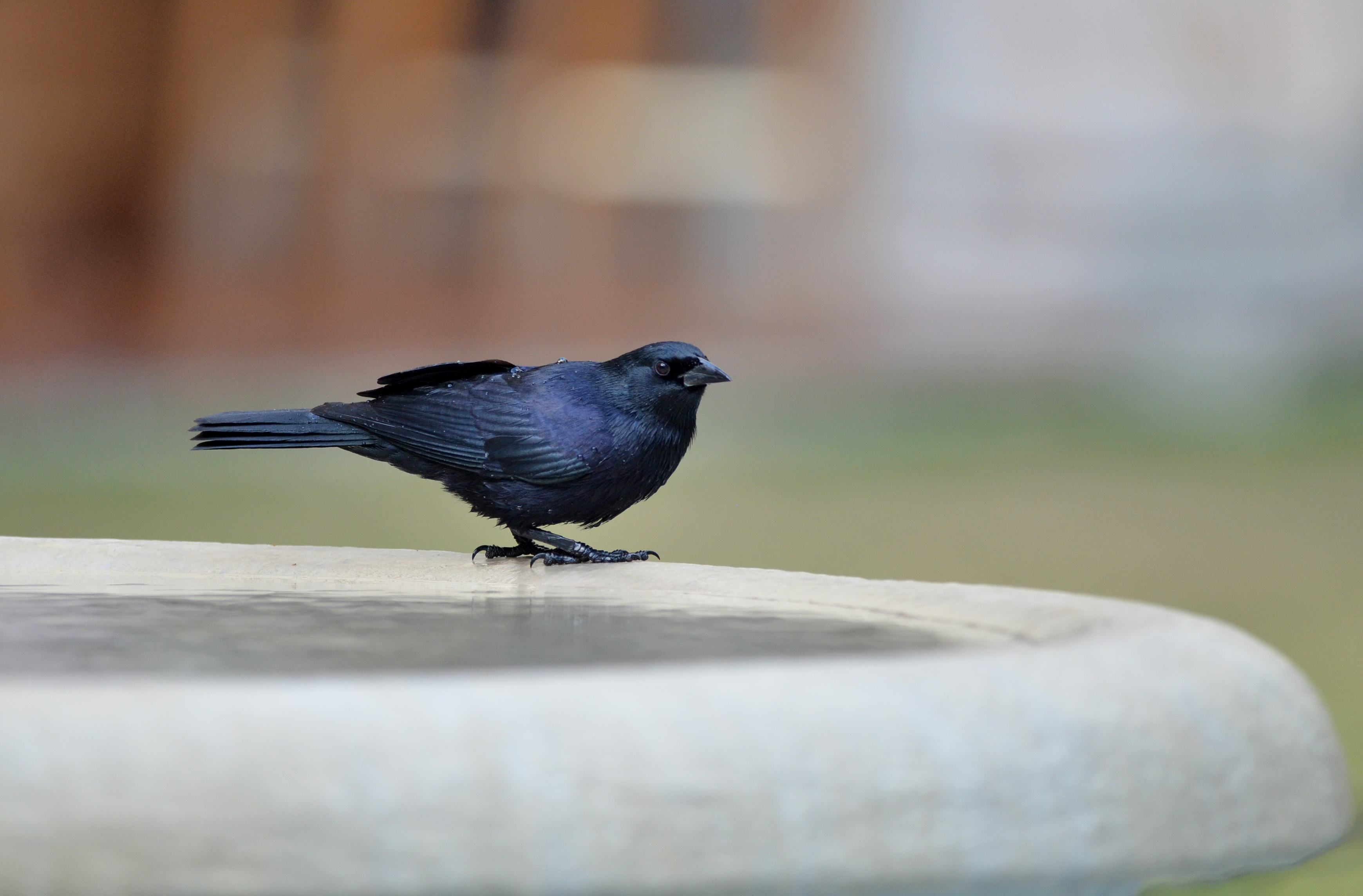
Кубинський трупіал-чернець

Довжина птаха становить 27 см. самиці дещо менші за самців. Забарвлення повністю чорне з фіолетовим або зеленуватим відблиском, більш вираженим у самців. Молоді птахи мають тьмяніше забарвлення. Очі темно-карі, дзьоб і лапи чорні. Кубинські трупіали-чернеці досить схожі на самиць антильських граклів, однак у Quiscalus niger очі яскраві, жовті.

## Поширення і екологія
Кубинські трупіали-чернеці є ендеміками головного острова Куби, вони відсутні на Ісла-де-ла-Хувентуд та на інших сусідніх островах. Живуть у вологих рівнинних тропічних лісах, в чагарникових заростях, на полях, плантаціях, в парках і садах. Зустрічаються на висоті до 500 м над рівнем моря.

## Поведінка
Кубинські трупіали-чернеці зустрічаються невеликими зграйками, іноді приєднуються до змішаних зграй птахів разом з антильськими граклами. Раціон різноманітний і містить зерно, різноманітні плоди, комах і дрібних рептилій. Сезон розмноження триває з березня по липень. Гніздо робиться з корінців, сухої трави, рослинних волокон, пір'я і шерсті, розміщується на пальмі або в заростях епіфітних бромелієвих. У кладці 3—4 білих яйця розміром 29×19 см, поцяткованих коричневими або сірими плямками.